# Banda sonora de Grand Theft Auto V
La banda sonora de Grand Theft Auto V, como los juegos anteriores de la serie Grand Theft Auto, cuenta con varias estaciones de radio que tocan diferentes géneros de la música cuando el jugador entra en los vehículos en el juego. Las estaciones constan de música con licencia, DJ de chat y la publicidad de la parodia. El juego cuenta con 21 estaciones en el juego con 538 canciones licenciadas, 21 de las cuales son estaciones musicales y los otros dos son estaciones de entrevistas.
Dado que la ubicación del juego se inspira en el sur de California, los desarrolladores intentaron crear una representación exacta de la música californiana. La producción de la banda sonora también consistió en la concesión de licencias de música para las estaciones de radio, y la selección de un DJ que coincida con el género de la música de los anfitriones de la estación. La banda sonora se compone de una amplia variedad de estaciones de radio que tocan diferentes géneros de la música, incluyendo el reggae, el hip-hop, el pop y el country. El juego también cuenta con una banda sonora original y dinámica compuesta por Tangerine Dream, Woody Jackson, The Alchemist y Oh No, que juega en varias misiones selectivas. pistas seleccionadas de la puntuación fueron puestos en libertad más tarde en la música de Grand Theft Auto V. En septiembre de 2014, se anunció que las nuevas canciones se añaden a algunas de las estaciones de radio en las versiones de nueva generación del juego.
Al igual que con otros recientes Grand Theft Auto en el juego las redes de radio, canciones, comentaristas de DJ y otros materiales se secuenciaron al azar, y en ocasiones puede incorporar referencias a eventos en el juego. Mientras que los DJ's no hacen referencia a los cambios del clima (una característica no vista desde Grand Theft Auto: San Andreas), algunos DJ's harán referencia a la hora del día (diciendo "Good Morning" o "Good Evening" en su caso, por ejemplo).

## Estaciones de radio
En la siguiente lista se encuentra toda la banda sonora incluida en las estaciones de radio. Las mejoradas canciones de lista se encuentran únicamente para las consolas PlayStation 4, Xbox One, PC, PlayStation 5 y Xbox Series X/S, así mismo también contando con las versiones originales desde el lanzamiento del juego, pero las predeterminadas están para las consolas PlayStation 3 y Xbox 360.

### Blue Ark
DJ: Lee Perry "Scratchy"

Género: Reggae, dancehall y dub.

#### Lista de canciones
- Chronixx - "Odd Ras"
- Dennis Brown - "Money in My Pocket"
- Gregory Isaacs - "Night Nurse"
- Half Pint - "Crazy Girl"
- Joe Gibbs & The Professionals - "Chapter Three"
- Junior Delgado - "Sons of Slaves"
- Konshens - "Gun Shot a Fire"
- Lee Perry & The Full Experience - "Disco Devil"
- Lee Perry & The Upsetters - "Grumbling Dub"
- Lee Perry & The Upsetters - "I Am a Madman"
- Protoje - "Kingston Be Wise"
- Tommy Lee Sparta - "Psycho"
- Vybz Kartel & Popcaan - "We Never Fear Dem"
- Yellowman - "Nobody Move, Nobody Get Hurt"

#### Mejoradas Canciones de Lista
- Busy Signal & Damian Marley - "Kingston Town"
- Danny Hensworth - "Mr. Money Man"
- Demarco - "Loyals" ("Royals" remix Lorde)
- I-Octane - "Topic of the Day"
- Lee Perry "Scratch" - "Money Come and Money Go"
- Lee Perry "Scratch" - "Roast Fish & Cornbread"
- Vybz Kartel - "Addi Truth"

### Channel X
DJ: Keith Morris

Género: Rock, punk rock, hardcore punk y post-hardcore.

#### Lista de canciones
- Adolescents - "Amoeba"
- Agent Orange - "Bored of You"
- Black Flag - "My War"
- Circle Jerks - "Rock House"
- Descendents - "Pervert"
- Fear - "The Mouth Don't Stop (The Trouble with Women Is)"
- Off! - "What's Next?"
- Suicidal Tendencies - "Subliminal"
- TSOL - "Abolish Government/Silent Majority"
- Germs - "Lexicon Devil"
- The Weirdos - "Life of Crime"
- Youth Brigade - "Blown Away"

#### Mejoradas Canciones de Lista
- D.O.A. - "The Enemy"
- Dirty Rotten Imbeciles - "I Don't Need Society"
- MDC - "John Wayne Was A Nazi"
- Redd Kross - "Linda Blair"
- The Zeros - "Don't Push Me Around"
- X - "Los Ángeles"

### East Los FM
DJ: Camilo Lara y Don Cheto

Género: Música mexicana, música latina y rock en español

#### Lista de canciones
- Don Cheto - "El Tatuado"
- Fandango - "Autos, Moda y Rock and Roll"
- Hechizeros Band - "El Sonidito"
- Jessy Bulbo - "Maldito"
- La Liga & Alika - "Yo Tengo El Don"
- La Vida Bohème - "Radio Capital"
- Los Ángeles Negros - "El Rey y Yo"
- Los Buitres de Culiacán Sinaloa - "El Cocaino"
- Los Tigres del Norte - "La Granja"
- Maldita Vecindad y los Hijos del Quinto Patio - "Pachuco"
- Instituto Mexicano del Sonido - "Es-Toy"
- Milkman - "Fresco"
- Niña Dioz - "Criminal Sound" (El Hijo de la Cumbia Remix)
- She's a Tease - "Fiebre de Jack"
- La Sonora Dinamita - "Se Me Perdió la Cadenita"

### FlyLo FM
DJ: Flying Lotus

Género: IDM, Midwest hip hop y hip-hop alternativo.

#### Lista de canciones
- Aphex Twin - "Windowlicker"
- Captain Murphy - "Evil Grin"
- Clams Casino - "Crystals"
- Dabrye - "Encoded Flow"
- DJ Rashad & Heavee D - "It's Wack"
- Hudson Mohawke - "100HM"
- Kingdom - "Stalker Ha"
- Machinedrum - "She Died There"
- Outkast - "Elevators (Me & You)"
- Flying Lotus - "Be Spin"
- Flying Lotus - "Catapult Man"
- Flying Lotus - "Crosswerved"
- Flying Lotus - "Computer Face"
- Flying Lotus - "Stonecutters"
- Flying Lotus - "The Diddler"
- Flying Lotus & Erykah Badu - "See Thru to You"
- Flying Lotus & Niki Randa - "Getting There"
- Flying Lotus & Niki Randa - "The Kill"
- Shadow Child - "23"
- Thundercat - "Oh Sheit It's X"
- Tyler, The Creator - "Garbage"

#### Mejoradas Canciones de Lista
- Curtis Mayfield - "Eddie You Should Know Better"
- Dimlite - "Into Vogon Skulls"
- MF Doom - "Masquatch"
- Doris - "You Never Come Closer"
- Flying Lotus - "Early Mountain"
- Flying Lotus - "Osaka Trade"
- Flying Lotus & Krayzie Bone - "Medication Meditation"
- Gaslamp Killer - "Shred You to Bits"
- Kaskade - "4 AM" (Araabmuzik remix)
- Knower - "Fuck the Makeup, Skip the Shower"
- Lapalux - "Make Money"
- Mono/Poly & Thundercat - "B Adams"
- XXYYXX - "What We Want"

### Los Santos Rock Radio
DJ: Kenny Loggins

Género: Rock clásico, soft rock, hard rock y pop rock.

#### Lista de canciones
- Billy Squier - "Lonely Is the Night"
- Bob Seger & The Silver Bullet Band - "Hollywood Nights"
- Bob Seger & The Silver Bullet Band - "Night Moves"
- Chicago - "If You Leave Me Now"
- Def Leppard - "Photograph"
- Don Johnson - "Heartbeat"
- Elton John - "Saturday Night's Alright for Fighting"
- Foreigner - "Dirty White Boy"
- Gerry Rafferty - "Baker Street"
- The Greg Kihn Band  - "The Breakup Song (They Don't Write 'Em)"
- Julian Lennon - "Too Late for Goodbyes"
- Kenny Loggins - "I'm Free (Heaven Helps the Man)"
- Phil Collins - "I Don't Care Anymore"
- Queen - "Radio Ga Ga"
- Robert Plant - "Big Log"
- Simple Minds - "All the Things She Said"
- Small Faces - "Ogdens' Nut Gone Flake"
- Steve Miller Band - "Rock'n Me"
- Steve Winwood - "Higher Love"
- Stevie Nicks - "I Can't Wait"
- The Alan Parsons Project - "I Wouldn't Want to Be Like You"
- The Cult - "Rain"
- The Doobie Brothers - "What a Fool Believes"

#### Mejoradas Canciones de Lista
- Alannah Myles - "Black Velvet"
- Belinda Carlisle - "Circle in the Sand"
- Boston - "Peace of Mind"
- Broken English - "Comin' On Strong"
- Creedence Clearwater Revival - "Fortunate Son"
- Harry Chapin - "Cat's in the Cradle"
- Humble Pie - "30 Days in the Hole"
- Kansas - "Carry On Wayward Son"
- Kenny Loggins - "Danger Zone"
- Mountain - "Mississippi Queen"
- Pat Benatar - "Shadows of the Night"
- Starship - "We Built This City"
- Survivor - "Burning Heart"
- Yes - "Roundabout"
- ZZ Top - "Gimme All Your Lovin"

### The Lowdown 91.1
DJ: Pam Grier

Género: Soul clásico, funk y disco.

#### Lista de canciones
- Aaron Neville - "Hercules"
- B.T. Express - "Do It ('Til You're Satisfied)"
- El Chicano - "Viva Tirado"
- George McCrae - "I Get Lifted"
- Marlena Shaw - "California Soul"
- Smokey Robinson - "Cruisin'"
- The Delfonics - "Ready or Not Here I Come (Can't Hide from Love)"
- The Five Stairsteps - "O-o-h Child"
- The Soul Searchers - "Ashley's Roachclip"
- The Trammps - "Rubber Band"
- Undisputed Truth - "Smiling Faces Sometimes"
- War - "The Cisco Kid"

#### Mejoradas Canciones de Lista
- Brass Construction - "Changin"
- Jackson Sisters - "I Believe in Miracles"
- Johnny Watson "Guitar" - "Superman Lover"
- Ohio Players - "Guitars"
- Pleasure - "Bouncy Lady"
- The Chakachas - "Stories"
- The Delfonics - "Funny Feeling"
- Eric Burdon & War - "Magic Mountain"

### Non-Stop Pop FM
DJ: Cara Delevingne

Género: Dance Pop, EDM, synthpop, R&B, electro house

#### Lista de canciones
- All Saints - "Pure Shores"
- Amerie - "1 Thing"
- Britney Spears - "Gimme More"
- Corona - "The Rhythm of the Night" ("The Rapino Brothers" version)
- Fergie & Ludacris - "Glamorous"
- Hall & Oates - "Adult Education"
- Jane Child - "Don't Wanna Fall in Love"
- Kelly Rowland - "Work" ("Freemasons" remix)
- Lady Gaga - "Applause"
- Mis-Teeq - "Scandalous"
- Modjo - "Lady (Hear Me Tonight)"
- N-Joi - "Anthem"
- Pet Shop Boys - "West End Girls"
- Rihanna - "Only Girl (In the World)"
- Robyn & Kleerup - "With Every Heartbeat"
- Stardust - "Music Sounds Better with You"
- Wham! - "Everything She Wants"

#### Mejoradas Canciones de Lista
- Backstreet Boys - "I Want It That Way"
- Bobby Brown - "On Our Own"
- Bronski Beat - "Smalltown Boy"
- Cassie - "Me & U"
- Dirty Vegas - "Days Go By"
- Gorillaz & De La Soul - "Feel Good Inc."
- INXS - "New Sensation"
- Jamiroquai - "Alright"
- Lady Gaga - "Applause"
- Living In A Box - "Living In A Box"
- Lorde - "Tennis Court"
- M83 - "Midnight City"
- Maroon 5 & Christina Aguilera - "Moves Like Jagger"
- M.I.A. - "Bad Girls"
- Mike Posner - "Cooler Than Me"
- Moloko - "The Time Is Now"
- Morcheeba - "Tape Loop" ("Shortcheeba" remix)
- Naked Eyes - "Promises, Promises"
- Real Life - "Send Me an Angel"
- Robbie Williams & Kylie Minogue - "Kids"
- Simply Red - "Something Got Me Started" (Steve Hurley "Silk" remix)
- Sly Fox - "Let's Go All the Way"
- Sneaker Pimps - 6 Underground"
- Taylor Dayne - "Tell It to My Heart"
- The Black Eyed Peas - "Meet Me Halfway"
- The Blow Monkeys & Kym Mazelle - "Wait"

### Radio Los Santos
DJ: Big Boy

Género: Hip-hop contemporáneo moderno y rap.

#### Lista de canciones
- 100s - "Life of a Mack"
- Ab-Soul & Kendrick Lamar - "Illuminate"
- A$AP Rocky & Aston Matthews & Joey Fatts - "R-Cali"
- BJ the Chicago Kid & Freddie Gibbs & Problem - "Smokin and Ridin"
- Freddie Gibbs - "Still Livin"
- Future - "How It Was"
- Gangrene - "Bassheads"
- Gucci Mane & Ciara - "Too Hood"
- Jay Rock & Kendrick Lamar - "Hood Gone Love It"
- Kendrick Lamar - "A.D.H.D."
- Marion Band$ & Nipsey Hussle - "Hold Up"
- Problem & Glasses Malone - "Say That Then"
- The Game & 2 Chainz & Rick Ross - "Ali Bomaye"
- Clyde Carson & The Team - "Slow Down"
- YG - "I'm a Real 1"

#### Mejoradas Canciones de Lista
- Ab-Soul & Schoolboy Q - "Hunnid Stax"
- Ace Hood & Future & Rick Ross - "Bugatti"
- ASAP Ferg - "Work"
- Chuck Inglish & Ab-Soul & Mac Miller - "Came Thru/Easily"
- Danny Brown & A$AP Rocky & Zelooperz - "Kush Coma"
- Danny Brown & Action Bronson - "Bad News"
- Freddie Gibbs & Mike Dean - "Sellin' Dope"
- G-Side - "Relaxin"
- Kendrick Lamar - "Swimming Pools (Drank)"
- Problem & Iamsu! & Bad Lucc & Sage the Gemini - "Do It Big"
- Schoolboy Q & Kendrick Lamar - "Collard Greens"
- Skeme - "Millions"
- Travi$ Scott & T.I. & 2 Chainz - "Upper Echelon"
- Trouble & Gucci Mane - "Every Day"
- Young Scooter & Gucci Mane - "Work"
- Young Scooter & Trinidad James - "I Can't Wait"

### Radio Mirror Park
DJ: Twin Shadow

Género: Indie pop, pop, synthpop, electrónica, indietrónica y chillwave.

#### Lista de canciones
- Age of Consent - "Colours"
- Battle Tapes - "Feel the Same"
- Black Strobe - "Boogie in Zero Gravity"
- Dan Croll - "From Nowhere" (Baardsen remix)
- DJ Mehdi - "Lucky Boy"
- Favored Nations - "The Set Up"
- Feathers - "Dark Matter"
- Health - "High Pressure Dave"
- Jai Paul - "Jasmine" (EP)
- Living Days - "Little White Little"
- Miami Horror - "Sometimes"
- Neon Indian - "Change of Coast"
- Nite Jewel - "Nowhere To Go"
- Poolside - "Do You Believe?"
- The C90's - "Shine a Light" (Flight Facilities remix)
- The Chain Gang of 1974 - "Sleepwalking"
- Tony Castles - "Heart in the Pipes" (KAUF remix)
- Toro y Moi - "So Many Details"
- Twin Shadow - "Old Love/New Love"
- Twin Shadow - "Shooting Holes"
- Yacht - "Psychic City" (Clasixx remix)
- Yeasayer - "Don't Come Close"

#### Mejoradas Canciones de Lista
- !!! - "One Girl/One Boy"
- Age of Consent - "Heartbreak"
- Cut Copy - "Strangers in the Wind"
- Dominic Cournoyer - "Living in America"
- Holy Ghost! - "Hold On"
- Hot Chip - "Flutes"
- KAUF - "When You're Out"
- Little Dragon - "Crystalfilm"
- Mitzi - "Truly Alive"
- Neon Indian - "Polish Girl"
- Niki and the Dove - "The Drummer"
- Panama - "Always"
- SBTRKT & Roses Gabor - "Pharaos"
- Scenic - "Mesmerised"
- The Ruby Suns - "In Real Life"
- Toro y Moi - "New Beat"
- Twin Shadow - "Forget"
- Yeasayer - "O.N.E."

### Rebel Radio
DJ: Jesco White

Género: Música country, country rock, southern rock y rockabilly.

#### Lista de canciones
- C. W. McCall - "Convoy"
- Charlie Feathers - "Can't Hardly Stand It"
- Hank Thompson - "I Don't Hurt Anymore"
- Hasil Adkins - "Get Out of My Car"
- Jerry Reed - "You Took All the Ramblin' Out of Me"
- Johnny Cash - "The General Lee"
- Johnny Paycheck - "It Won't Be Long (And I'll Be Hating You)"
- Ozark Mountain Daredevils - "If You Wanna Get to Heaven"
- Waylon Jennings - "Are You Sure Hank Done It This Way"
- Waylon Jennings - "I Ain't Living Long Like This"
- Willie Nelson - "Whiskey River"

#### Mejoradas Canciones de Lista
- Charlie Feathers - "Get With It"
- Homer and Jethro - "She Made Toothpicks of the Timber of My Heart"
- Marvin Jackson - "Dippin' Snuff"
- Ray Price - "Crazy Arms"
- Tammy Wynette - "D-I-V-O-R-C-E"
- The Highwaymen - "Highwayman"

### Soulwax FM
DJ: Soulwax

Género: Música electrónica, dance-punk, deep house y fidget house.

#### Lista de canciones
- Daniel Avery - "Naive Response"
- Daniel Maloso - "Body Music"
- Fatal Error - "Fatal Error"
- FKCLUB - "The Strange Art" (Inflagranti remix)
- Goose - "Synrise" (Soulwax remix)
- Green Velvet & Harvard Bass - "Laser Beams"
- Jackson and His Computerband - "Arp #1"
- Joe Goddard & Valentina - "Gabriel" (Soulwax remix)
- Matías Aguayo - "El Sucu Tucu"
- Mim Suleiman - "Mingi"
- Palmbomen - "Stock" (Soulwax remix)
- Pulp - "After You" (Soulwax remix)
- Supersempfft - "Let's Beam Him Up"
- The Hacker - "Shockwave" (Gesaffelstein remix)
- Tiga - "Plush" (Jacques Lu Cont remix)
- Tom Rowlands - "Nothing But Pleasure"
- Transistorcake - "Mr. Croissant Taker"
- Zombie Nation - "Tryouts"

### Space 103.2
DJ: Bootsy Collins

Género: Funk, R&B, post-disco y R&B contemporáneo.

#### Lista de canciones
- Bernard Wright - "Haboglabotribin"
- Bootsy's Rubber Band - "I'd Rather Be With You"
- D. Train - "You're the One for Me"
- Eddie Murphy - "Party All the Time"
- Evelyn King - "I'm in Love"
- Kano - "Can't Hold Back (Your Loving)"
- Kleeer - "Tonight"
- One Way - "Cutie Pie"
- Rick James - "Give It To Me Baby"
- Sho Nuff - "Funkasize You"
- Stevie Wonder - "Skeletons"
- Taana Gardner - "Heartbeat"
- Zapp - "Heartbreaker"

#### Mejoradas Canciones de Lista
- Billy Ocean - "Nights (Feel Like Getting Down)"
- Cameo - "Back and Forth"
- Central Line - "Walking Into Sunshine"
- Dazz Band - "Joystick"
- Fatback Band - "Gotta Get My Hands (On Some Money)"
- Imagination - "Flashback"
- Parliament - "Flash Light"
- Parliament - "Mothership Connection (Star Child)"
- Roger Troutman - "Do It Roger"

### Vinewood Boulevard Radio
DJ: Nathan Williams y Stephen Pope.

Género: Garage rock, noise rock y rock alternativo.

#### Lista de canciones
- Bass Drum of Death - "Crawling After You"
- Ceremony - "Hysteria"
- FIDLAR - "Cocaine"
- Hot Snakes - "This Mystic Decade"
- METZ - "Wet Blanket"
- Moon Duo - "Sleepwalker"
- Sam Flax - "Fire Doesn't Burn Itself"
- Shark? - "California Grrls"
- The Black Angels - "Black Grease"
- Thee Oh Sees - "The Dream"
- Ty Segall Band - "Diddy Wah Diddy"
- Wavves - "Nine Is God"

#### Mejoradas Canciones de Lista
- Bleached - "Next Stop"
- Coliseum - "Used Blood"
- JEFF the Brotherhood - "Sixpack"
- Mind Spiders - "Fall in Line"
- Nobunny - "Gone for Good"
- The Men - "Turn It Around"
- The Orwells - "Who Needs You"
- The Soft Pack - "Answer to Yourself"

### West Coast Classics
DJ: DJ Pooh

Género: Edad de oro del hip hop, hip-hop, West Coast hip hop y gangsta rap.

#### Lista de canciones
- Tupac Shakur - "Ambitionz Az a Ridah"
- Compton's Most Wanted - "Late Night Hype"
- DJ Quik - "Dollaz & Sense"
- Dr. Dre & Snoop Dogg - "Still D.R.E."
- Dr. Dre & Snoop Dogg & Kurupt & Nate Dogg - "The Next Episode"
- Ice Cube - "You Know How We Do It"
- Kausion & Ice Cube - "What You Wanna Do?"
- King Tee & Ice Cube & Breeze - "Played Like a Piano"
- Kurupt & Tray Dee & Slip Capone - "C-Walk"
- Mack 10 & Tha Dogg Pound - "Nothin' But the Cavi Hit"
- MC Eiht - "Streiht Up Menace"
- N.W.A - "Appetite for Destruction"
- N.W.A - "Gangsta Gangsta"
- Snoop Dogg - "Gin and Juice"
- Tha Dogg Pound & Snoop Dogg - "What Would U Do"
- Geto Boys - "Mind Playin' Tricks on Me"
- Too $hort - "So You Want to Be A Gangster"

#### Mejoradas Canciones de Lista
- Bone Thugs-N-Harmony - "1st of tha Month"
- Capital Punishment Organization & MC Ren - "Ballad of a Menace"
- Eazy-E & Ice Cube - "No More ?'s"
- E-40 & The Click - "Captain Save a Hoe"
- Jayo Felony - "Sherm Stick"
- Luniz & Michael Marshall - "I Got 5 On It"
- South Central Cartel - "Servin' Em Heat"
- Spice 1 & MC Eiht - "The Murda Show"
- The Conscious Daughters - "We Roll Deep"
- The Lady of Rage & Snoop Dogg - "Afro Puffs"
- Warren G - "This DJ"
- Westside Connection - "Bow Down"
- Dr. Dre & Snoop Dogg & Kurupt & Nate Dogg - "The Next Episode"

### WorldWide FM
DJ: Gilles Peterson

Género: Lounge, chillwave, deep house, jazz, jazz funk, worldbeat y world music.

#### Lista de canciones
- Candido Camero - "Thousand Finger Man"
- Cashmere Cat - "Mirror Maru"
- Django Django - "Waveforms"
- Donald Byrd - "You and the Music"
- Gaslamp Killer - "Nissim"
- Guts - "Brand New Revolution"
- Hackman - "Forgotten Notes"
- Inc. - "The Place"
- Tucillo and Kiko Navarro & Amor - "Lovery" (Soul Cuban Vibe remix)
- Kyodai - "Breaking"
- Digital Mystikz - "Ghost"
- Owiny Sigoma Band - "Harpoon Land"
- Richard Spaven & Vincent Helbers & Jonas Lonnas - "1759 (Outro)"
- Swindle - "Forest Funk"
- The Hics - "Cold Air"
- Tom Browne - "Throw Down"
- Toro y Moi - "Harm in Change"
- Yuna - "Live Your Life" (MeLo-X Motherland God remix)

#### Mejoradas Canciones de Lista
- Anushka - "World in a Room"
- Chvrches - "Recover" (CID RIM remix)
- Clap! Clap! - "Viajero"
- Dâm-Funk - "Kill Dat"
- Earl Sweatshirt & Vince Staples & Casey Veggies - "Hive"
- Flume - "What You Need"
- Four Tet - "Kool FM"
- Jamie Lidell - "Run Away"
- Jimmy Edgar - "Let Yrself Be"
- Jonwayne - "Black Magic"
- Lion Babe - "Treat Me Like Fire"
- Maga Bo & Rosângela Macedo & Marcelo Yuka - "No Balanço da Canoa"
- Mount Kimbie - "Made to Stray"
- Portishead - "Numb"
- The Crusaders & Randy Crawford - "Street Life"
- Roman GianArthur - "I69"
- Sinkane & Salvatore Principato - "Shark Week"
- Smokey Robinson - "Why You Wanna See My Bad Side?"
- William Onyeabor - "Body & Soul"

### The Lab
DJ: The Alchemist y Oh No

Género: Hip-hop, synthpop y dancehall.
Esta estación es exclusivamente para la plataforma de la PC incluidas también todas las canciones de la recopilación "Welcome to Los Santos". La estación fue originalmente exclusiva para la versión de Windows, pero llegó a estar disponible para todas las versiones de consolas en la actualización Dinero Sucio Parte 2 en julio de 2015.

#### Lista de canciones
- Ab-Soul & Aloe Blacc - "Trouble"
- Curren$y & Freddie Gibbs - "Fetti"
- E-40 & Dâm-Funk & Ariel Pink - "California"
- Gangrene & Samuel T. Herring & Earl Sweatshirt - "Play It Cool"
- King Avriel & ASAP Ferg - "20's 50's 100's"
- Little Dragon - "Wanderer"
- MC Eiht & Freddie Gibbs & Kokane - "Welcome to Los Santos"
- MNDR & Killer Mike - "Lock & Load"
- Phantogram - "K.Y.S.A"
- Popcaan & Freddie Gibbs - "Born Bad"
- Tunde Adebimpe & Sal P & Sinkane - "Speedline Miracle Masterpiece"
- Vybz Kartel - "Fast Life"
- Wavves - "Leave"

### Blonded Los Santos 97.8 FM
DJ: Frank Ocean

Género: rap, Midwest hip hop y hip-hop alternativo
En esta estación es únicamente exclusiva para las consolas PlayStation 4, Xbox One, PC, PlayStation 5 y Xbox Series X/S, en la actualización El golpe del juicio final en diciembre de 2017.

#### Lista de canciones
- Aphex Twin - "IZ-US"
- Burial - "Hiders"
- Chief Keef & King Louie - "Winnin'"
- Curtis Mayfield - "So in Love"
- Drexciya - "Andreaen Sand Dunes"
- Frank Ocean - "Chanel"
- Frank Ocean - "Crack Rock"
- Frank Ocean - "Ivy"
- Frank Ocean - "Nights"
- Frank Ocean - "Pretty Sweet"
- Frank Ocean - "Provider"
- Future - "Codeine Crazy"
- Gunna & Playboi Carti - "YSL"
- Jay-Z - "Dead Presidents II"
- Jme & Giggs - "Man Don't Care"
- Joy Again - "On A Farm"
- Les ya Toupas du Zaire - "Je ne bois pas beaucoup"
- Lil Sko - "Miss White Cocaine"
- Lil Uzi Vert - "For Real"
- Marvin Gaye - "When Did You Stop Loving Me, When Did I Stop Loving You"
- MC Mack - "EZ Come, EZ Go"
- Migos - "First 48"
- Panda Bear - "Mr. Noah"
- (Sandy) Alex G - "Master"
- ScHoolboy Q & Lance Skiiiwalker - "Kno Ya Wrong"
- Suspect - "FBG"
- SWV - "Rain"
- Todd Rundgren - "International Feel"

### Los Santos Underground Radio
DJ: Solomun, Tale of Us, Dixon y The Black Madonna

Género: Música electrónica
En esta estación es únicamente exclusiva para las consolas PlayStation 4, Xbox One, PC, PlayStation 5 y Xbox Series X/S, en la actualización After Hours en julio de 2018. La estación fue originalmente exclusiva para la multijugador, pero llegó a estar disponible para todas las un jugador en la actualización Arena War en diciembre de 2018.

#### Solomun Lista de canciones
- Adam Port - "Planet 9"
- Alex Metric & Ten Ven - "The Q"
- Am$trad Billionaire - "The Plan"
- Ara Koufax - "Natural States" (Edit)
- Bryan Ferry - "Don't Stop the Dance" (Todd Terje remix)
- Cevin Fisher - "The Freaks Come Out" (Original 2000 Freak mix)
- Chris Lum - "You're Mine" (Clean version)
- D. Lynnwood - "Bitcoins" (Original mix)
- Denis Horvat - "Madness of Many"
- Dubfire - "The End to My Beginning"
- Floorplan - "Spin" (Original mix)
- Johannes Brecht - "Incoherence"
- Leonard Cohen - "You Want It Darker" (Solomun remix)
- Matthew Dear - "Monster"
- Solomun - "Customer Is King"
- Solomun - "Ich Muss Los"
- Swayzak - "In the Car Crash" (Headgear 'Always Crashing in the Same Car' mix)
- Truncate - "WRKTRX3"

#### Tale of Us Lista de canciones
- Tale of Us - "1911"
- Tale of Us - "Trevor's Dream"
- Tale of Us - "Vinewood Blues"
- Tale of Us - "Anywhere"
- Tale of Us - "Another World"
- Tale of Us - "Disgracelands"
- Tale of Us - "Endless Journey"
- Tale of Us - "Fisherman's Horizon"
- Tale of Us - "Heart of Darkness"
- Tale of Us - "In Hyrule"
- Tale of Us - "Morgan's Fate"
- Tale of Us - "Myst"
- Tale of Us - "Overture"
- Tale of Us - "Seeds"
- Tale of Us - "Solitude"
- Tale of Us - "Symphony of the Night"
- Tale of Us - "The Portal"
- Tale of Us - "Trevor's Dream"
- Tale of Us - "Valkyr"
- Tale of Us - "Vinewood Blues"

#### Dixon Lista de canciones
- Aux 88 - "Sharivari" (Digital Original Aux 88 mix)
- Caravaca - "Yes I Do"
- Carl Finlow - "Convergence"
- Egyptian Lover - "Electro Pharaoh" (Instrumental)
- Future Four - "Connection" (I-Cube rework)
- Marcus L. - "Telstar"
- Mashrou' Leila - "Roman" (Bas Ibellini mix)
- Oni Ayhun - "OAR03-B"
- Rite de Passage - "Quinquerime"
- Romanthony - "Bring U Up" (Deetron Edit)
- Ron Hardy - "Sensation" (Dub version)
- Sharif Laffrey - "And Dance"
- Solar - "5 Seconds"
- Tuff City Kids & Joe Goddard - "Reach Out Your Hand" (Erol Alkan rework) - GTA Edit
- Warp Factor 9 - "The Atmospherian" (Tornado Wallace remix)

#### The Black Madonna Lista de canciones
- Art of Noise - "Beat Box"
- Derrick Carter - "Where U At"
- Joe Jackson - "Steppin' Out"
- Metro Area - "Miura"
- Nancy Martin - "Can't Believe"
- P-Funk All Stars - "Hydraulic Pump" Part 3
- Ron Hardy - "Sensation"
- Steve Poindexter - "Computer Madness"
- Ten City - "Devotion"
- The Black Madonna - "A Jealous Heart Never Rests"
- The Black Madonna - "He Is the Voice I Hear"
- The Black Madonna - "We Can Never Be Apart"
- The Black Madonna & Jamie Principle - "We Still Believe"
- Tiga - "Bugatti"

### iFruit Radio
DJ: Danny Brown y Skepta 

Género: Hip-hop
En esta estación es únicamente exclusiva para las consolas PlayStation 4, Xbox One, PC, PlayStation 5 y Xbox Series X/S, en la actualización Golpe a The Diamond Casino en diciembre de 2019.

#### Lista de canciones
- AJ Tracey & Skepta - "Kiss and Tell"
- Alkaline - "With the Thing"
- Baauer & Channel Tres & Danny Brown - "Ready to Go"
- Burna Boy & Zlatan - "Killin' Dem"
- City Girls - "Act Up"
- D-Block Europe - "Kitchen Kings"
- D Double E & Watch the Ride & DJ Die & Dismantle & Diemantle & DJ Randall - "Original Format"
- DaBaby - "Bop"
- DaBaby & Kevin Gates - "Pop Star"
- Danny Brown - "Dance in the Water"
- Denzel Curry & YBN Cordae & Take A Daytrip - "Alienz"
- Egyptian Lover - "Everything She Wants"
- Essie Gang & SQ Diesel - "Pattern Chanel"
- Freddie Gibbs & Madlib - "Crime Pays"
- Headie One & Skepta - "Back to Basics" (Floating Points remix)
- J Hus - "Must Be"
- Jme & Giggs - "Knock Your Block Off"
- Koffee & Gunna - "W"
- Kranium & AJ Tracey - "Money in the Bank"
- Megan Thee Stallion & DaBaby – "Cash Shit"
- Naira Marley - "Opotoyi (Marlians)"
- Pop Smoke & Calboy - "100K on the Coupe"
- ScHoolboy Q - "Numb Numb Juice"
- Shoreline Mafia - "Wings"
- Skepta & Nafe Smallz - "Greaze Mode"
- Slowthai - "I Need"
- Travis Scott - "Highest in the Room"
- Young Thug & Gunna & Travis Scott - "Hot" (remix)

### Self Radio
En esta estación es únicamente exclusiva para la versión de Windows, aquí se podrá reproducir la música añadida por el jugador en la carpeta direccional del juego, dado caso que solamente tiene un límite de sencillos para escuchar. Así mismo se incluirán voces ficticias de los DJ's, publicidad del juego y comentarios.

## Estaciones de Radio de Habla

### Blaine County Talk Radio
| Programa                           | Anfitrión                                                                | Húespedes                                                                                        | Temas                                           |
| ---------------------------------- | ------------------------------------------------------------------------ | ------------------------------------------------------------------------------------------------ | ----------------------------------------------- |
| Blaine County Radio Community Hour | Ronald Jakowski (voz por David Mogentale)                                | Ninguno                                                                                          | Teorías de Conspiración                         |
| Beyond Insemination                | Duane Earl (voz por Danny McBride)                                       | Ninguno                                                                                          | Consejos de llamadas en programa de entrevistas |
| Bless Your Heart                   | Bobby June y Ricky (voz por Trish Suhr y Shelton Smith, respectivamente) | Jock Cranley y Samantha Muldoon (voz por Alex Anthony y Melissa van der Schyff, respectivamente) | Conversación/Programa de Cocina                 |

### WCTR: West Coast Talk Radio
| Programa          | Anfitrión                                                                 | Húespedes                             | Temas                                              |
| ----------------- | ------------------------------------------------------------------------- | ------------------------------------- | -------------------------------------------------- |
| Chakra Attack     | Dr. Ray De Angelo Harris y Cheryl (voz por J. B. Smoove y Annie Lederman) | Ninguno                               | Acercamiento a la Espiritualidad en la Costa Oeste |
| The Fernando Show | Fernando Martínez y Jo (voz por Frank X. Chavez y Ann Scobie)             | Sue Murry                             | Conversación                                       |
| Chattersphere     | Lazlow y Michele Makes (voz por Lazlow Jones y Rachel Feinstein)          | Brother Adrian (voz por John Keating) | Conversación                                       |

## Otras canciones incluidas en el juego
- Danny Elfman - "Clown Dream" (aparición en la misión "Grass Roots") (con el personaje Trevor)
- Visitors - "V-I-S-I-T-O-R-S" (aparición en la misión "Grass Roots") (con el personaje Michael)
- Wavves - "Dog" (aparición en la misión "The Third Way")